# Eremocaulon
Eremocaulon là một chi thực vật có hoa trong họ Hòa thảo (Poaceae).

## Loài
Chi Eremocaulon gồm các loài: